# Produtor agrícola dos Açores

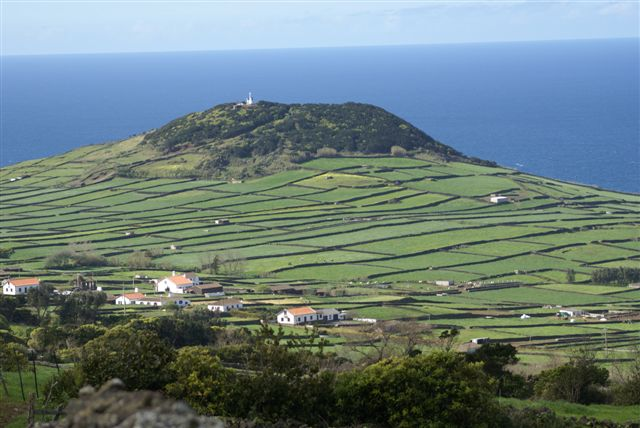
Paisagem típica do Norte da ilha Terceira, é de salientar os campos de pequena dimensão.

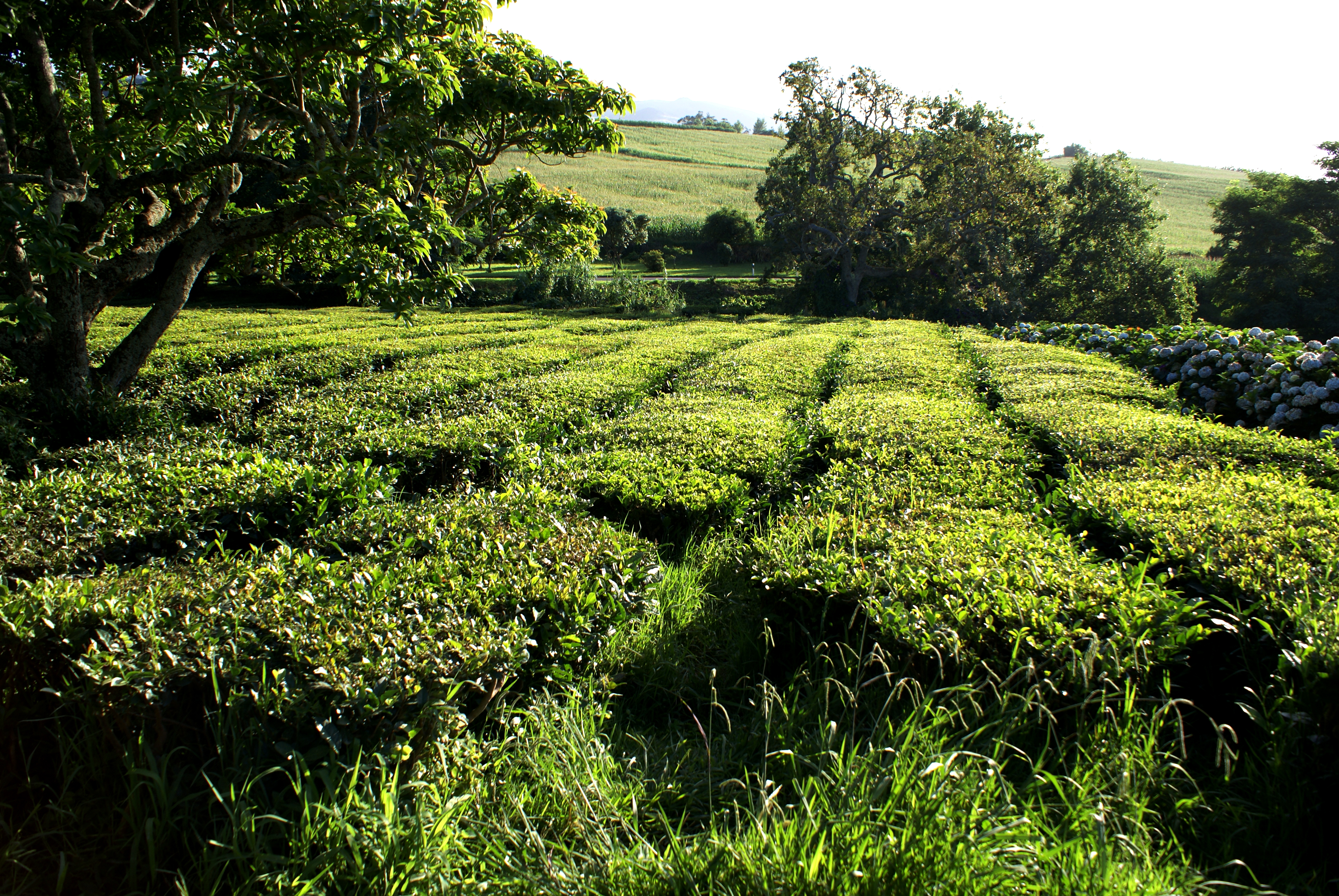
Plantação de Chá de Camellia sinensis, Ribeira Grande, ilha de São Miguel, Açores.JPG.

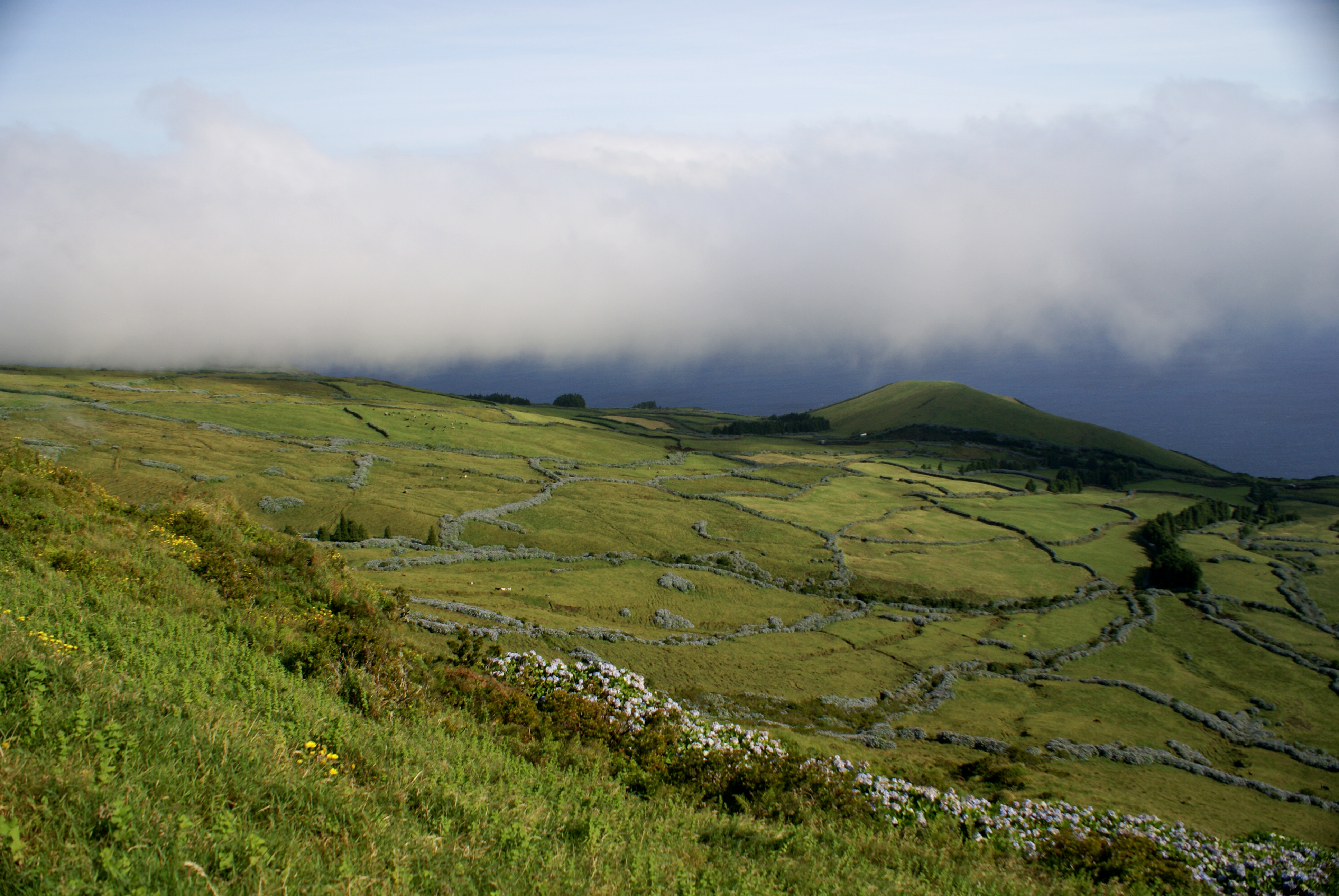
Pastagens ao Norte do Toledo, é de salientar a divisão entre as pastagens feita com Hortênsias.

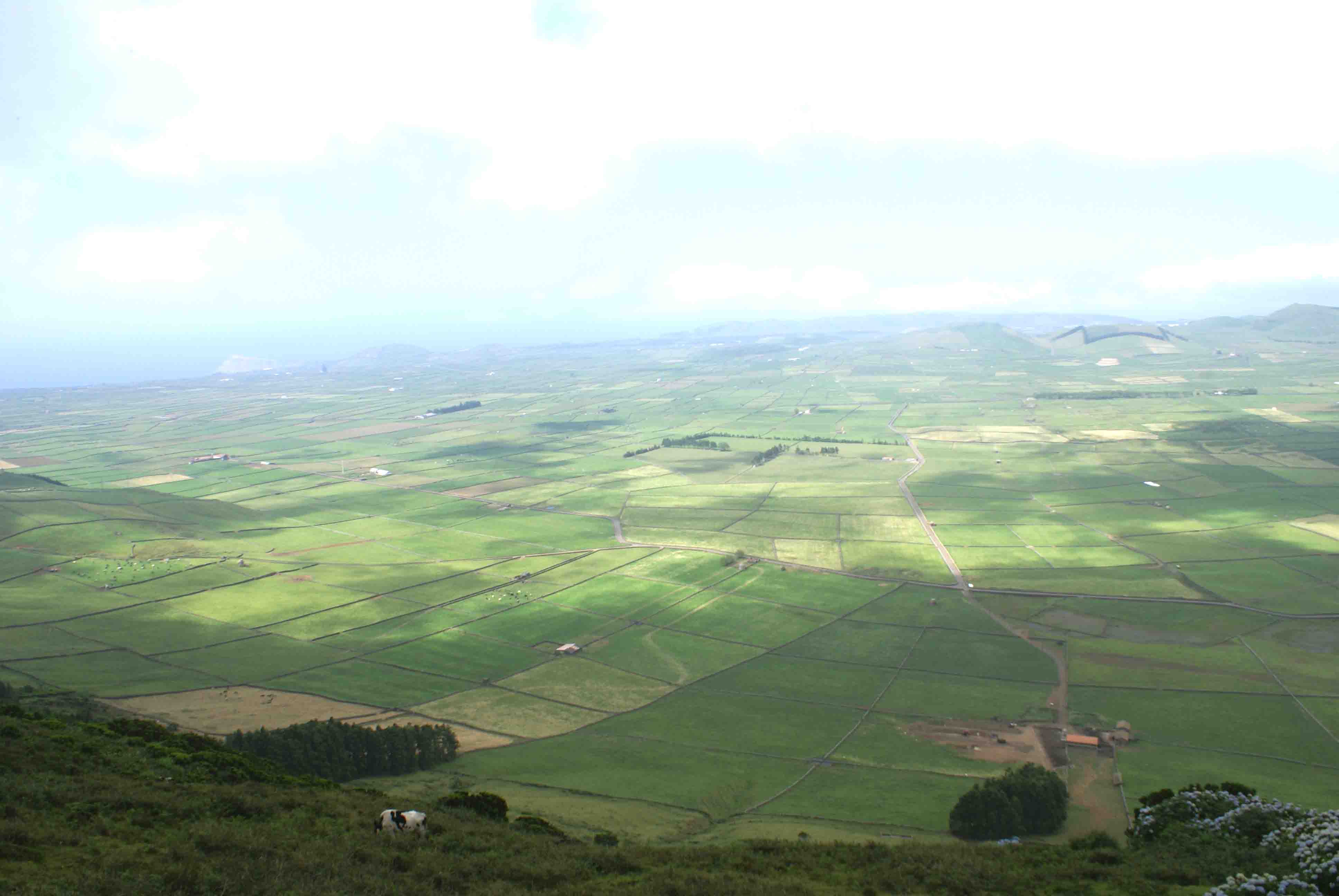
Pastagens na principal bacia leiteira da ilha Terceira, Planície da Achada.

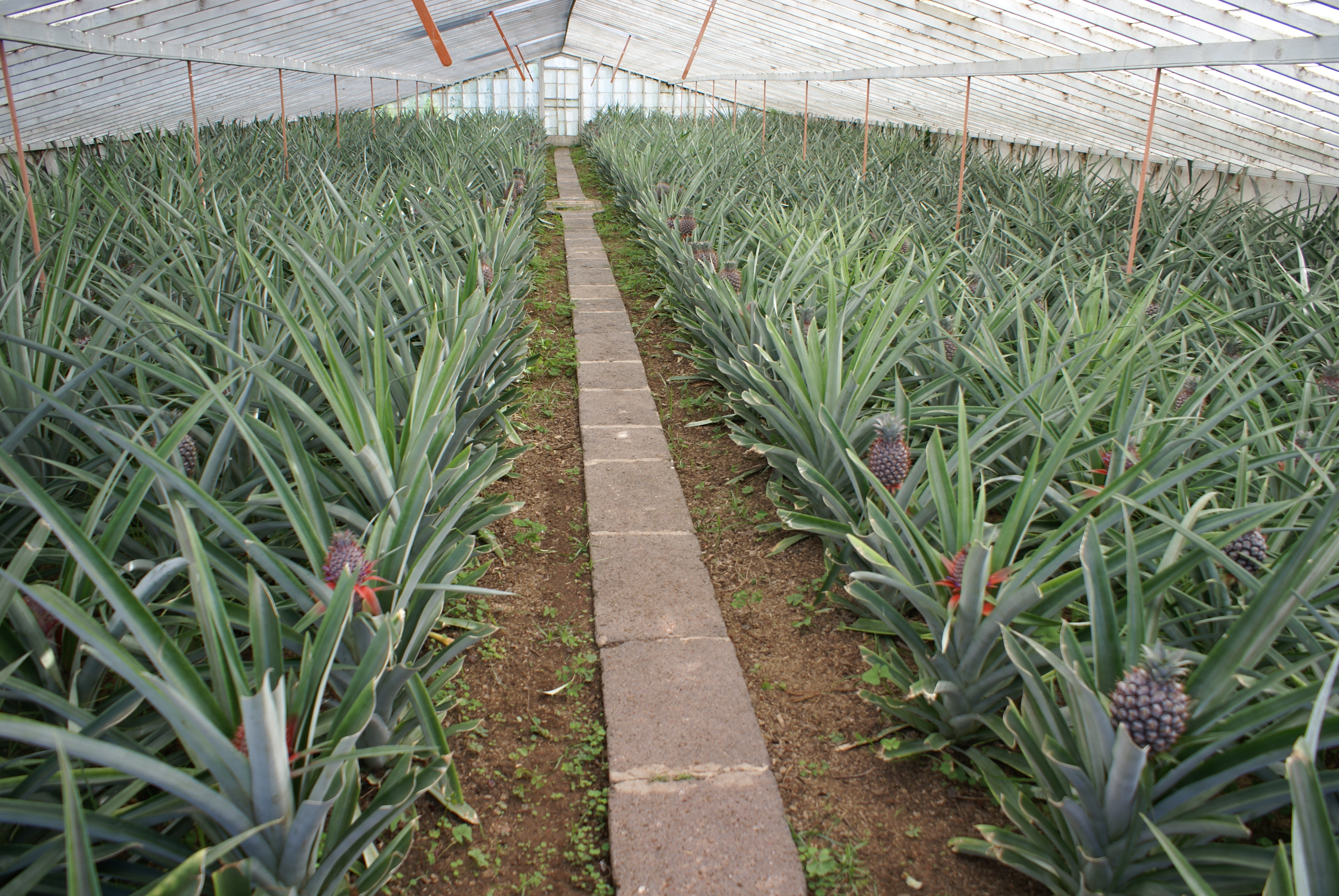
Plantação de Ananás em estufa, ilha de São Miguel

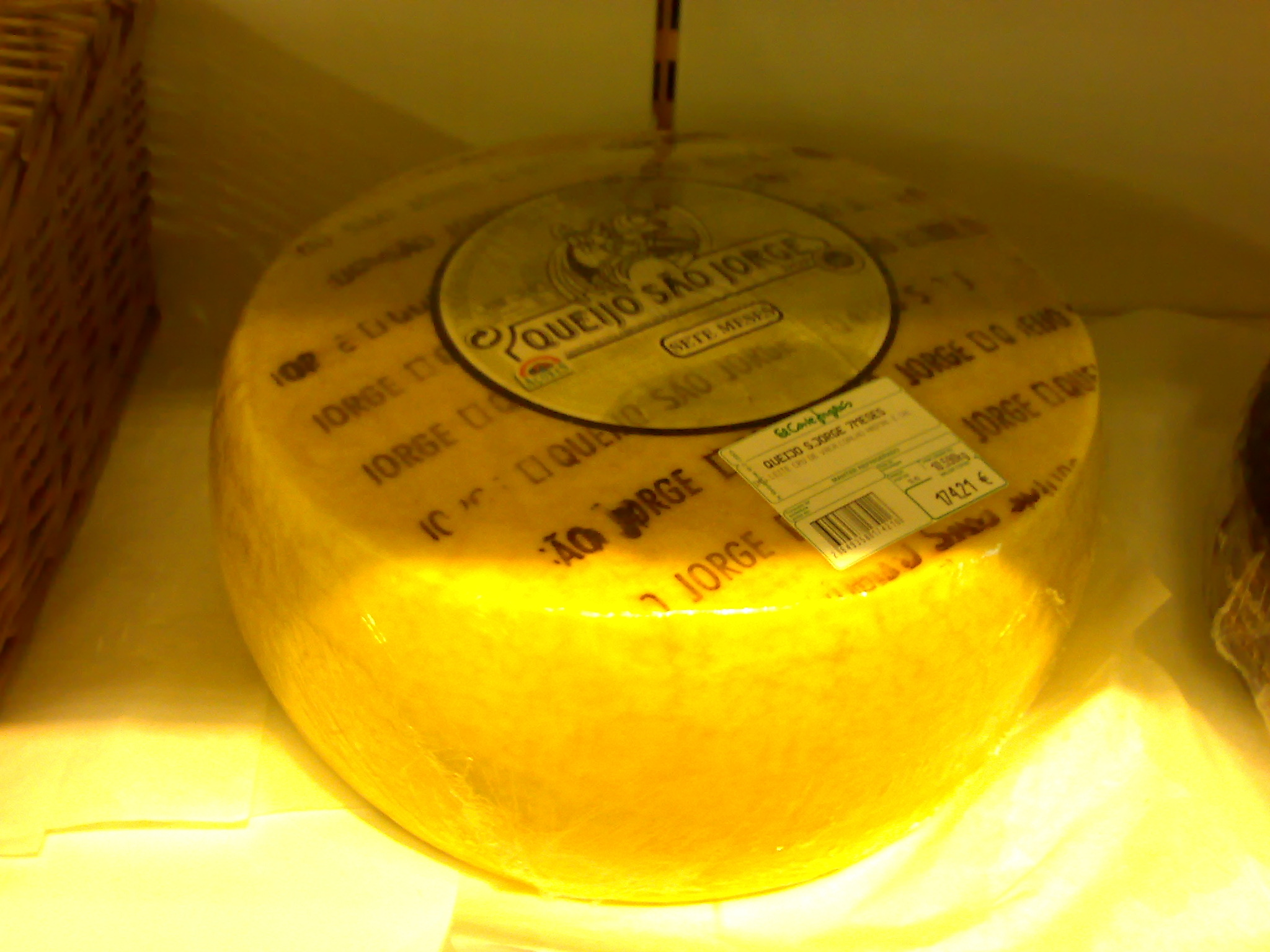
Queijo da ilha de São Jorge, comercializado com a designação de Queijo Ilha ou Queijo da Ilha é detentor de uma denominação de origem protegida (DOP)

Produtor agrícola  como definição de produtor agrícola nos Açores temos um indivíduo que tem por uma das suas actividades principais a agricultura embora possa ter outra actividade profissional, que pode ser o comércio, ou a indústria e, muitas vezes dependendo da dimensão da exploração agrícola pode haver uma associação entre a produção agrícola efectuada e a manufactura industrial da mesma, seja na transformação como na exportação do produto em fruto ou cereal, ou na venda do produto na terra após o seu amadurecimento, na criação de animais ou florestas.
Dependendo da dimensão da exploração agrícola, que geralmente se trata de Minifúndio e raramente de campo aberto, tem havido a tendência para ser feita nos Açores uma monocultura em que predomina o cultivo de um único produto, seja o Pastel, cujo cultivo no século XV trouxe grandes riqueza às ilhas, seja a produção do Chã com base na planta Camellia sinensis cuja plantação na ilha de São Miguel deu origem a um dos produtos de grande importância comercial com a criação da Fábrica de Chá do Porto Formoso e da Fábrica de Chá Gorreana, seja cereal, que neste caso é quase sempre vendido para transformação noutro local, seja trigo, milho, cevada ou outro cereal, ou então, e o que é mais frequente uma policultura onde os produtos agrícolas cultivados com grande variedade na mesma parcela de terreno.
Pode assim surgir uma silvicultura, pecuária ou agropecuária em que todos os elementos se complementam numa fonte de rendimento muitas vezes indispensável à sustentabilidade do produtor agrícola.
A monocultura nos Açores, ilha de São Miguel, da planta do chá, Camellia sinensis, tem-se prolongado nos séculos levando à criação de um artigo típico desta ilha ao ponto de ser o único local da Europa em que se faz esta produção. Não tendo tanta tradição, mas sendo igualmente importante surge ainda nos Açores a monocultura do ananás, que neste caso é feita em estufas e bastante trabalhosa e dispendiosa.
As principais monoculturas dos Açores tem sido variáveis ao longo dos séculos, não estando desligadas desta alternância as condições mundiais externas ao arquipélago.
Outro facto provavelmente único dos Açores no que se refere a monocultura é que essa torna-se monocultura não por ser produzida em grande escala por poucos e grandes latifundiários, estes quase sempre pessoas descendentes dos primeiros povoadores e que mantiveram a propriedade una ao longo dos séculos, mas pelo facto de o ser feita por estes, e também por uma miríade de milhares de pequenos agricultores, todos a cultivar o mesmo produto como principal fonte de rendimento. Foi assim o Ciclo das Laranjas, antes dele o do trigo e do milho que eram principalmente para exportação para o continente português.
No entanto e devido à exiguidade dos terrenos cultiváveis nas ilhas Açorianas e também devido a sua forma de divisão e emparcelamento a monocultura é bastante difícil surgindo assim, predominantemente uma pluricultura de diferentes produtos que muitas vezes se destinam apenas à subsistência de quem a pratica, pelo que temos assim na mesma parcela de terreno uma variedade de elementos que vão desde o milho ao feijão, à batata, à abóbora, ao inhame, à vinha, enfim, a praticamente a todos os produtos que o homem julgue necessário para a sua alimentação.
Actualmente os Açores tem vivido o “Ciclo das Vacas”, em que campos anteriormente a este ciclo eram cultivados, passaram a pasto para fornecerem alimentação à grande quantidade de gado vacum, tanto vacas de carne, como touros ou a vacas leiteiras.
As condições metrológicas das ilhas açorianas com chuvas frequentes e bem distribuídas ao longo do ano, permitem ter pastagens sempre verdes e produtivas que aliadas ao facto de serem terras vulcânicas, são por essa consequência muito férteis facilitando o crescimento da erva ao longo de todo o ano, tanto junto ao mar como em altitude.
Se o Ciclo das Laranjas fiz nascer pelas ilhas todo um género de ser e mesmo de estar em que todos viviam de e para o cultivo da laranja chegando mesmo este acontecimento a influênciar a forma de fazer a arquitectura fazendo segundo muitos historiadores a fazer nascer pelas ilhas pequenas torres que tinham por objectivo permitir ver os barcos (caravelas e barcos a vapor) ainda para além do horizonte, permitindo assim que os produtores da laranja pusessem o fruto no cais quase em simultâneo com a chegada do barco.
A nível local estas pequenas torres são conhecidas pelo termo “Torreão”.
O actual ciclo da vaca tem permitido um enriquecimento rápido da maior parte dos agricultores, pois o leite de excelente qualidade deu origem a queijos também de extrema qualidade que são exportados para praticamente todo o mundo, destacando-se entre eles o queijo da ilha de São Jorge, produzidos em cooperativas onde de destacam as cooperativas da Vila do Topo e dos Lourais.
A floresta nos Açores assume também um papel bastante importante ao nível de aproveitamento de certos solos agrícolas de menor qualidade, surgindo assim uma floresta de plantio onde predomina o eucalipto e a criptoméria. Esta cultura é feita principalmente em altitude onde o terreno utilizado geralmente não permite outro tipo de produção.
Junto ao mar, surge em algumas ilhas dos Açores, e predominantemente na ilha de São Jorge as Fajãs onde a policultura é factor dominante da paisagem. O aproveitamento do terreno é aqui feito ao pormenor sendo as culturas principais os produtos hortícolas, as árvores de fruto, o inhame e a vinha sendo estas duas ultimas sem dúvida as culturas por excelências das fajãs.
Na grande maioria das fajãs, em sítios específicos do ponto de vista de adaptação Ambiental, autênticos biótopos exclusivos das fajãs, localmente denominados “fontes de inhames” é produzido um inhames de grande qualidade que desde os inícios do povoamento representa uma autentica riqueza para populações.
Foram alimentação e moeda de troca, eram e, ainda são, vendidos em diferentes locais da ilha com predominância para a vila das Velas, e Calheta e mesmo exportados para outras ilhas, chegando mesmo actualmente aos mercados dos Estados Unidos, Canadá.
Este inhame foi assim ao longo dos séculos sempre tido como uma planta de grande valor económico, e embora estando dedicada principalmente à alimentação popular nos princípios do seu cultivo chegou a estar ligado ao acontecimento que ficou conhecido como Revolta dos inhames.
O cultivo da vinha nos Açores e em particular nas fajãs das ilhas açorianas, e mais uma vez na ilha de São Jorge, transformou-se num ritual único, onde as uvas são tratadas de forma particular, sendo cultivadas em pequenas parcelas, muitas vezes em socalcos que sobem pelas falésias aproveitando o mais possível toda a terra disponível.
Entre as maiores fajãs dedicadas ao cultivo da vinha, não descurando sempre a policultura de outros produtos agrícolas, foi sem duvida a Fajã de Vasco Martins, localizada na costa Norte da Ilha de São Jorge, sobranceira à localidade do Toledo, sendo um dos seus maiores proprietários o senhor José Inácio Bettencourt da Silveira, que igualmente detinha vinhas na Fajã Rasa.
Nestas fajãs produzia-se vinho de várias castas, particularmente da casta conhecida regionalmente, como “Vinho de cheiro”, que era vendido principalmente na vila das Velas.
Outra fajã particularmente conhecida pelos seus vinhos foi a Fajã de São João, localizada na costa Sul da ilha de São Jorge, onde eram produzidas excelente, vinho verdelho, nas propriedades de João Inácio de Bettencourt Noronha.
Nos Açores a agricultura é feito quase sempre não com a adaptação dos elementos pelo homem, mas pela adaptação do homem aos elementos.